# Olof Ingelsson Rabenius
Olof Ingelsson Rabenius (født 31. juli 1730 i Romfartuna, Västmanland, død 16. maj 1772) var en svensk retslærd. Han var far til Lars Georg Rabenius.
Rabenius blev student 1738, Dr. jur. 1752, hvorefter han beklædte forskellige akademiske hverv. I 1766 blev han professor i Uppsala. Rabenius' skrifter, for en stor del latinske disputatser, udmærker sig ved en ualmindelig skarpsindighed og har bevaret hans navn som en af Sveriges ypperste juridiske forfattere. Særlig procesretten og civilretten, men også rets- og litteraturhistorien, var genstand for hans samvittighedsfulde og kritiske forskning. Også som deltager i lovgivningsarbejdjet var han virksom. Af hans skrifter skal fremhæves: De fori competentiæ, I—III (1751—52), De infamia juris, sueth. Vanfräjd, I—II (1755), De matrimonio clandestino (1759), Om klander å lös egendom, som på god tro kommit i tredje mans hand (1770), De antiquis Vestrogothiæ Legiferis (1769), De fatis litteraturæ juridicæ in Suecia, I (1770, omtrykt 1772) og mange flere. Rabenius var på en måde årsag i, at Johann David Michaelis skrev sit berømte værk Mosaisches Recht, hvilket da også blev tilegnet ham.